# Cordelia (Mond)
Cordelia (auch Uranus VI) ist der innerste und einer der kleineren der 28 bekannten Monde des Planeten Uranus.

## Entdeckung und Benennung
Cordelia wurde am 20. Januar 1986 zusammen mit Ophelia von dem Astronomen Richard John Terrile auf fotografischen Aufnahmen der Raumsonde Voyager 2 entdeckt. Die Entdeckung wurde am 27. Januar 1986 von der Internationalen Astronomischen Union (IAU) bekanntgegeben; der Mond erhielt zunächst die vorläufige Bezeichnung S/1986 U 7.
Wie auch Ophelia ging Cordelia in der Folgezeit verloren. Die Astronomen Richard French vom Wellesley College und Philip Nicholson von der Cornell University suchten nach wellenartigen Verzerrungen in der Form der Uranusringe, welche durch die Gravitationswirkung dieser Schäfermonde verursacht sein könnten. Die Wissenschaftler fanden ein wellenartiges Muster an einer Kante des Epsilonringes. Unter der Voraussetzung, dass sich dieses Wellengekräusel in Übereinstimmung mit den orbitalen Bewegungen von Cordelia und Ophelia befinden müsste, berechneten sie deren Standort. Die berechnete Position für Ophelia lag sehr nahe an der Stelle, an der Erich Karkoschka (Lunar and Planetary Laboratory, Tucson) Ophelia gefunden hatte. French und Nicholson lieferten Karkoschka anschließend eine Position für Cordelia. Und als Karkoschka im März 2000 die Hubble-Bilder kontrollierte, fand er Cordelia genau da, wo French es vorhergesagt hatte. Die beiden Monde waren wiedergefunden.
Am 8. Juni 1988 erhielt der Mond den Namen Cordelia. Cordelia (lateinisch für „das rechte Herz“) ist in William Shakespeares Tragödie König Lear des Königs jüngste Tochter, die ein edles Herz besitzt und ihren Vater selbstlos und aufrichtig liebt.
Alle Monde des Uranus sind nach Figuren von Shakespeare oder Alexander Pope benannt. Die ersten vier entdeckten Uranusmonde (Oberon, Titania, Ariel, Umbriel) wurden nach Vorschlägen von John Herschel, dem Sohn des Uranus-Entdeckers Wilhelm Herschel, benannt. Später wurde die Tradition der Namensgebung beibehalten.

## Bahneigenschaften

### Umlaufbahn

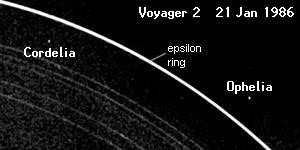
Voyager 2-Bild von Cordelia und Ophelia

Cordelia umkreist Uranus auf einer prograden, fast perfekt kreisförmigen Umlaufbahn mit einem mittleren Abstand von rund 49.752 km von dessen Zentrum, also 24.193 km über dessen Wolkenobergrenze. Dies bedeutet, dass sie der Uranusoberfläche näher ist als der Uranusmittelpunkt selbst. Die Bahnexzentrizität beträgt 0,00026, die Bahn ist 0,085° gegenüber dem Äquator von Uranus geneigt.
Die Umlaufbahn des nächstäußeren Mondes Ophelia ist im Mittel 4000 km von Cordelias Orbit entfernt. Cordelia befindet sich inmitten zweier Uranusringe, des innen laufenden δ (Delta)-Ringes, der im Mittel rund 1450 km vom Cordelia-Orbit entfernt ist, und des äußeren λ (Lambda)-Staubringes in lediglich 270 km Entfernung.
Cordelia bewegt sich als innerer Schäfermond innerhalb des hellsten ε (Epsilon)-Ringes des Uranus, der 1400 km vom Cordelia-Orbit entfernt ist, und beeinflusst mit ihrer Gravitationswirkung dessen Ringpartikel. Die innere Umrandung des Rings befindet sich zu Cordelia in einer 24:25-Bahnresonanz, der äußere Rand wiederum besitzt eine Resonanz von 14:13 zum äußeren Schäfermond Ophelia. Die Massen der beiden Monde müssen mindestens das Dreifache der Masse des Rings betragen, damit dieser wirksam in seiner Begrenzung gehalten werden kann. Die Masse des ε-Rings wird auf etwa 1016 kg geschätzt. Zudem besitzt die scharfe Außenkante des δ-Rings eine 23:22-Resonanz zu Cordelia.
Cordelia umläuft Uranus in 8 Stunden und 2 Minuten. Da dies schneller ist als die Rotation des Uranus, geht Cordelia vom Uranus aus gesehen im Westen auf und im Osten unter.
Sie bewegt sich innerhalb eines kritischen Abstandes, nahe der Roche-Grenze, in einer absinkenden Bahn um den Planeten und wird irgendwann infolge von Gezeitenkräften zu einem Ring auseinandergerissen werden oder in Uranus’ Atmosphäre stürzen beziehungsweise verglühen.

## Physikalische Eigenschaften
Cordelia hat einen mittleren Durchmesser von 40 km.
Ihre mittlere Dichte ist mit 1,3 g/cm³ deutlich geringer als die Dichte der Erde und weist darauf hin, dass der Mond überwiegend aus Wassereis zusammengesetzt ist.

Sie weist eine sehr geringe Albedo von 0,07 auf, das heißt 7 % des eingestrahlten Sonnenlichts werden von der Oberfläche reflektiert. Sie ist damit ein sehr dunkler Himmelskörper.

An ihrer Oberfläche beträgt die Schwerebeschleunigung 0,008 m/s², dies entspricht weniger als 1 ‰ der irdischen.